# 新吉列耶沃站
新吉列耶沃站（羅馬化：Novogireyevo）是莫斯科地鐵加里宁-松采沃线的一個車站，開通於2012年8月30日。新吉列耶沃站現在日均客流量是約11萬人，車站的設計者是Robert Pogrebnoi和Plyukhin。